# Johan Larsson Hvitlock
Johan Larsson Hvitlock var  skarprättare i Stockholm åren 1674–1678. Han avrättade de båda kvinnorna Rumpare-Malin och Anna Simonsdotter Hack för häxeri den 5 augusti 1676 i Stockholm.
Han var son till skarprättaren Lars Nilsson Hvitlock. När fadern avled 1659 gifte sig hans mor med skarprättaren Jakob Mikaelsson. Hvitlock arbetade en tid som dräng till skarprättaren i Nyköping Nils Larsson Stake. När Stake avled tillträdde Johan Larsson Hvitlock som Stockholms skarprättare 1674.
Han var ansvarig bödel när flera människor skulle avrättas vid häxprocessen i Katarina. Malin Matsdotter ("Rumpare-Malin") och Anna Simonsdotter Hack ("Tysk-Anna") hade fallit offer som utpekade häxor under det stora oväsendet. Avrättningen av de båda skedde offentligt på Hötorget. Malin brändes levande, medan Anna brändes efter att hon halshuggits. I april 1676 avrättade han de båda systrarna Britta och Anna Sippel för häxeri. Han avrättade med stor sannolikhet Gävlepojken i november 1676, som en av de skyldiga till att falskt utpeka och anklaga människor för häxeri under häxprocessen i Katarina. Den 20 december samma år avrättade han Lisbeth Carlsdotter av samma anledning på Hötorget i Stockholm.